# 舒大成
舒大成（1695年—1726年），字子展，直隶宛平人。清朝政治人物、進士出身。
先世江西人，後遷居京師。祖父犯法出亡，由父親出面投案，承擔罪名，謫戍踰年死。母親劉氏一人持家，將舒大成送私塾唸書。十三歲補博士弟子。娶富家女，家境轉好。康熙五十一年（1712年），登壬辰科进士，年僅十八歲。歷官翰林院编修。雖少年得志，但貌似憂愁苦悶。雍正四年（1726年）十二月十八日，因冒風雪得疾卒。有子舒翼、孫舒位。